# Allokermes branigani
Allokermes branigani är en insektsart som först beskrevs av King 1914.  Allokermes branigani ingår i släktet Allokermes och familjen eksköldlöss. Inga underarter finns listade i Catalogue of Life.